# Lill-Bergtjärnen, Jämtland
Lill-Bergtjärnen är en sjö i Strömsunds kommun i Jämtland och ingår i Ångermanälvens huvudavrinningsområde.